# فروپاشی اقتصادی
فروپاشی اقتصادی (به انگلیسی: Economic collapse) اشاره به گسترهٔ وسیعی از اوضاع اقتصادی نابسمان دارد که می‌تواند شامل رکود اقتصادی سخت و طولانی همراه با ورشکستگی‌های زیاد و بیکاری (نظیر بحران اقتصادی ایران رکود بزرگ آمریکا در دهه ۱۹۳۰) تا شکست در روند عادی بازرگانی بواسطهٔ بروز اَبَرتورم (مانند جمهوری وایمار در دههٔ ۱۹۲۰) یا حتی رشد شدید نرخ مرگ و میر به‌دلیل مسائل اقتصادی و احتمالاً کاهش جمعیت (نظیر آنچه در جمهوری‌های شوروی در دههٔ ۱۹۹۰ روی داد) بشود.
غالب کشورهایی که دچار فروپاشی اقتصادی می‌شوند با آشوب‌های اجتماعی، ناآرامی‌های مدنی و قانون‌شکنی مواجه می‌گردند.

## (نمونه‌های تاریخی)

### بحران اقتصادی ایران (۱۳۸۸-اکنون)

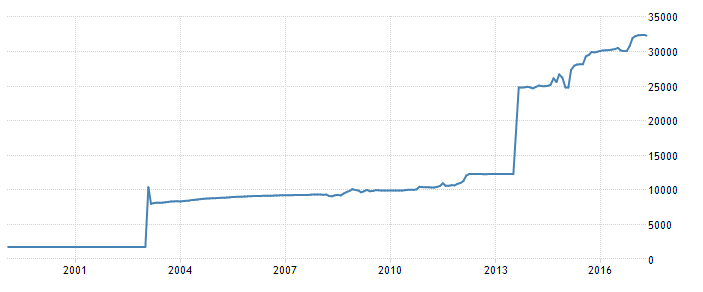
ارزش ریال ایران در مقابل دلار آمریکا (دلار بر حسب ریال بین سال‌های ۲۰۰۰ تا ۲۰۱۷ میلادی)

در روز سه‌شنبه ۱۵ مرداد ۱۳۹۸ رئیس کل بانک مرکزی ایران گفت: «از سال ۱۳۵۰ تاکنون ارزش پول ملی ایران ۳۵۰۰ برابر افت کرده‌است.»، همچنین ادامه داد: «رابطه ریال با ارز خارجی در حال حاضر ۰٫۰۰۰۰۰۸ است که در هیچ کشوری این‌گونه نیست.» حدود ۶۹ درصد از کل درآمدهای مالی کشور ایران از طریق صادرات نفت به کشورهای جهان بود که با وضع تحریم‌های مختلف در سالیان اخیر، این امکان برای ایران محدودتر و در نتیجه موجب کاهش ارزش پول ملی ایران شده‌است.

### سایر
- بحران مالی ۱۹۹۷ آسیا
- حباب دات-کام
- رکود بزرگ مالی
- قحطی بزرگ ایرلند
- قحطی ۱۹۴۳ بنگال
- هراس و وحشت ۱۸۳۷
- وحشت ۱۹۰۷